# Вибо 7
Вибо 7 (фр. Wibault 7) је ловачки авион направљен у Француској. Авион је први пут полетео 1924. године. 

Направљено је 40 авиона верзије Вибо 7, 60 верзије Вибо 72, 80 верзије Вибо 74 и 18 верзије Вибо 75 са фото камерама. Авиони морске авијације Француске су кориштени све до 1937. године. Неки авиони серије Вибо 7 су продати у Пољску и Парагвај.
Највећа брзина авиона при хоризонталном лету је износила 243 km/h.
Распон крила авиона је био 10,95 метара, а дужина трупа 8,55 метара. Био је наоружан са два 7,7 мм митраљеза Викерс.

## Наоружање
| Наоружање авиона: Вибо 7       |     |
| Ватрено (стрељачко) наоружање  |     |
| Топ                            |     |
| Митраљез                       |     |
| Број и ознака митраљеза        | 2   |
| Калибар                        | 7,7 |
| Бомбардерско наоружање (бомбе) |     |
| Ракетно наоружање (ракете)     |     |